# Ёсёку
Ёсёку (яп. 洋食 Ё:сёку, западная еда) — это блюда, первоначально заимствованные в японскую кухню из европейской кухни. Под понятие ёсёку подпадают и блюда, полностью заимствованные с Запада, и те, что были переиначены на японский лад. Их названия, как правило, записываются катаканой.

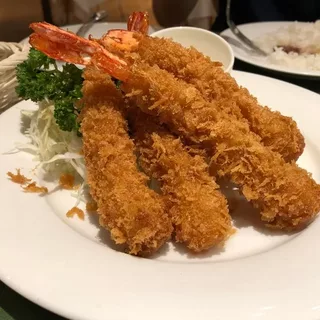
Креветки в темпуре

В начале Реставрации Мэйдзи, когда был объявлен курс на принятие западных идей и европейского образа жизни, был снят и запрет на красное мясо, потому что оно было заявлено причиной физической силы европейцев. В тот период впервые появилось ёсёку. Первыми блюдами такого типа были мясные блюда — сильно отличавшиеся от типично японских. До этого нововведения словом ёсёку называли абсолютно все блюда западной кухни, независимо от страны, к кухне которой они относились. Сейчас словом ёсёку называют в основном те блюда, которые появились в эпоху Мэйдзи.

## Описание
Блюда отличаются по степени преобразования под японский вкус. Хотя главные черты таких блюд — то, что их часто можно есть ложкой (как карэ), заедать хлебом или тарелкой риса. Ёсёку уже считаются обыденной японской едой и занимают на столах место рядом с японской едой, которую едят палочками. Так, например, кацу едят палочками, подают — с гарниром в виде тарелки риса, но всё равно могут дополнять такими японскими специями, как соус понзу, тёртый дайкон и т. п.
Слово ёсёку, вероятно, распространилось после того, как Исии Дзихэй в своей книге «Полная японская поваренная книга» (1898) написал: «Ёсёку — это японская еда».
Изначально блюда ёсёку отличались от западных только тем, что рецептура их была примерной в силу недостаточного знания японцев о приготовлении пищи иностранцев. Позже они начали приобретать региональные особенности, а со временем ёсёку и вовсе стала просто кухней, основанной на европейской еде — как, например, омурайсу.
Во время активной вестернизации блюда были дорогими для обычного человека. Однако после Второй мировой войны продукты для подобных блюд стали доступнее, а ёсёку стали более известны.

## Рестораны
Ёсёку-я (яп. 洋食屋) — это рестораны, в которых подают блюда ёсёку. Во время резкого экономического подъёма в Японии, люди сначала покупали западную пищу в крупных магазинах, но позже появились и типичные для Запада семейные рестораны, вроде Denny’s или Сайзэри-я. Кроме того, со временем появились и фешенебельные заведения, где подавали ёсёку, например, «Shiseido Parlor» в Гинзе и Таймэйкэн в Нихонбаси, оба — в Токио.
Недавно[когда?] ЮНЕСКО приняло решение сделать исконно японскую кухню, васёку, частью мирового культурного наследия, и в связи с этим необходимо было разобраться и со статусом некоторых блюд.
Так, например, одно из типичных блюд ёсёку, напоритан — спагетти с томатным соусом, луком, японскими грибами, зеленым перцем, колбасой, беконом и соусом табаско. Считается, что придумали блюдо в Йокогаме с подачи шеф-повара Ириэ Сигэтады из Hotel New Grand.
Пик популярности ёсёку пришелся на несколько десятилетий после Второй мировой войны. Так, например, домохозяйкам было проще готовить подобную еду, нежели традиционную японскую. Дети любили «Окасама ланч», которые продавали в гастрономических отделах больших универмагов. В такой ланч входила порция напоритан, японский гамбургер, хамбагу, а также рис с кетчупом, увенчанный флажком, часто швейцарским или новозеландским.
До экономического бума 70-х — 80-х годов единственной доступной японцам западной едой была ёсёку, потому что ингредиенты для приготовления более аутентичных блюд французской или итальянской кухни было невозможно найти. Долгое время все знания японцев об итальянской еде ограничивались «напоритан спагетти» — спагетти с мясным соусом.
К концу 80-х годов это изменилось: иена стала настолько стабильной, что Япония смогла импортировать все необходимые для страны ресурсы. Поэтому рестораны с западной едой стали появляться чаще. Сейчас[когда?] в таких районах, как Роппонги, можно найти что угодно — от американских стейков до нигерийского супа эгуси.

## Примеры

### Морепродукты, мясо или овощи в панировке
Такие блюда называются фурай (яп. フライ, от англ. fry — жарить) или кацурэцу (яп. カツレツ, от англ. cutlet, часто сокращается до кацу). Обычно их подают с мелкорубленной капустой или салатом, японским вариантом вустерского соуса, соусом тонкацу и с лимоном. Тэмпура также относится к фурай, но заимствована она была раньше других блюд, поэтому и преобразилась сильнее.
Подвиды: каки фурай (カキフライ) — устрицы в панировке; эби фурай (エビフライ) — креветки в панировке; короккэ (англ. croquette, яп. コロッケ) — крокеты из картофельного пюре и мясного фарша в панировке (бывают и крабовые, и креветочные, и грибные), тонкацу, мэнчи кацу, чикен кацу, биф кацу, кудзира кацу — сильно прожаренная свинина, мясной фарш, курятина, говядина, китовое мясо в панировке.

### Карэрайс
Карри с рисом (カレー, カレーライス (яп. Карэ, Карэ райсу) пришло в Японию в XIX веке из Великобритании с подачи поваров Японского флота, но особое распространение получило после Второй мировой, и по сей день остаётся одним из самых популярных блюд. Едят ложкой. Карри часто закусывают маринованными овощами — фукудзиндзукэ или раккё.
Подвиды: карэ пан — сильно прожаренная булочка с соусом карри внутри; карэ удон — горячий суп с лапшой удон, в который добавлено и карри (может быть приготовлен с мясом или овощами).

### Рис хаяси
Рис хаяси (яп. ハヤシライス) — это говядина с луком, тушёная в соусе деми-гляс. Подаётся с рисом.

### Никудзяга
Никудзяга (яп. 肉じゃが) — тушёный картофель с мясом и овощами (обычно репчатым луком и морковью) в сладком соевом соусе и даси. Многими воспринимается как васёку, но на деле опять же попало на столы простых японцев с подачи поваров военного флота.

### Омурайсу
Омурайсу (яп. オムライス) — омлет с жареным рисом, политый кетчупом.

### Хамбага
Хамбага (яп. ハンバーガー) — гамбургер, то есть рубленая котлета. Вне фастфудных заведений подаётся не в булке в виде сэндвича, а именно в виде котлеты с гарниром из риса и овощей.

### Супагэтти
Супагэтти (яп. スパゲティ) — японские вариации итальянского блюда. Напоритан — с томатным кетчупом, сосисками или колбасой, мелко нарезанным луком и перцем. Тарако супагэтти (яп. たらこスパゲッティ) или мэнтайко супагэтти (яп. 明太子スパゲッティ) — с соусом из минтаевой икры и сливочного масла, посыпанный нори. Также бывает с японским карри.